# 戚朝卿
戚朝卿（?—?），字耀珊，贵州修文人，清朝政治人物、同進士出身。
光緒九年（1883年）癸未科進士，三甲十三名，同年五月，著交吏部掣签分发各省，以知县即用，由直隸知縣官湖南常德府知府。